# Maupeou
Die Maupeou sind eine ursprünglich bürgerliche Familie, die in der Mitte des 15. Jahrhunderts mit Henri Maupeou, Seigneur de Guyrocheau, erstmals bezeugt ist. Eine zusammenhängende Genealogie ergibt sich mit dem königlichen Sekretär Vincent I. Maupeou, Seigneur de Guyrocheau, dessen Sohn Pierre I. Maupeou im Januar 1587 (neuer Stil) geadelt wurde.
Die bedeutendsten Familienmitglieder sind:
- Marie Fouquet, geborene Maupeou (1590–1681), auf Heilkunde spezialisierte Autorin, Mutter von Nicolas Fouquet
- Augustin de Maupeou, 1682–1705 Bischof von Castres
- Marie Renée de Maupeou d’Ableiges, Äbtissin von Faremoutiers 1745–1759
- René-Charles de Maupeou (1688–1775) und dessen Sohn
- René-Nicolas-Charles-Augustin de Maupeou (1714–1792)
- Elisabeth Renée de Maupeou (1729–1759), Schwiegertochter von Guy Claude Roland de Laval
- Xavier Gilles de Maupeou d’Ableiges (* 1935), Bischof von Viana

Die Familie existierte im Mannesstamm noch zu Beginn des 21. Jahrhunderts.